# Bridge over Troubled Water
A Bridge over Troubled Water Simon and Garfunkel ötödik, egyben utolsó nagylemeze. A Billboard Pop Albums lista élére került, világszerte több mint 25 millió példányban kelt el.
Az album 1971-ben 4 Grammy-díjat  nyert: Grammy-díj az év albumáért, Grammy-díj a legjobb hangszerelésért, míg a címadó dal a Grammy-díj az év felvételéért és a Grammy-díj az év daláért kitüntetést kapta meg. 2003-ban 51. lett a Rolling Stone magazin Minden idők 500 legjobb albuma listáján. Szerepel továbbá az 1001 lemez, amit hallanod kell, mielőtt meghalsz című könyvben.

## Az album dalai
|     | Cím                                        | Szerző(k)                   | Hossz |
| --- | ------------------------------------------ | --------------------------- | ----- |
| 1.  | Bridge over Troubled Water                 | Paul Simon                  | 4:52  |
| 2.  | El Cóndor Pasa (If I Could)                | Daniel Alomía Robles        | 3:06  |
| 3.  | Cecilia                                    | Simon                       | 2:54  |
| 4.  | Keep the Customer Satisfied                | Simon                       | 2:33  |
| 5.  | So Long, Frank Lloyd Wright                | Simon                       | 3:47  |
| 6.  | The Boxer                                  | Simon                       | 5:08  |
| 7.  | Baby Driver                                | Simon                       | 3:14  |
| 8.  | The Only Living Boy in New York            | Simon                       | 3:58  |
| 9.  | Why Don't You Write Me                     | Simon                       | 2:45  |
| 10. | Bye Bye Love (koncertfelvétel; Ames, Iowa) | Felice and Boudleaux Bryant | 2:55  |
| 11. | Song for the Asking                        | Simon                       | 1:49  |

## Közreműködők
- Paul Simon – vokál, gitár
- Art Garfunkel – vokál
- Los Incas – perui hangszerek
- Joe Osborn – basszusgitár
- Larry Knechtel – zongora
- Fred Carter, Jr. – gitár
- Hal Blaine – dob
- Pete Drake – Steel gitár és dobro
- Jimmy Haskell és Ernie Freeman – húrosok